# إدا نولان
إدا نولان هي ممثلة فلبينية، ولدت في 14 ديسمبر 1988 في سيبو في الفلبين.